# 4. Panzer-Division (Japanisches Kaiserreich)
Die 4. Panzer-Division (jap. 戦車第4師団, Sensha Dai-yon Shidan) war eine Panzerdivision des Kaiserlich Japanischen Heeres, die 1944 aufgestellt und 1945 aufgelöst wurde. Ihr Tsūshōgō-Code (militärischer Tarnname) war Hagane (jap. 鋼, „Stahl“).

## Allgemeine Daten
Die 4. Panzer-Division war, neben der 1., 2. und 3., eine der Panzer-Divisionen, die zwischen 1942 und 1944 aufgestellt wurden. Das Hauptquartier der Panzer-Division lag in Chiba, Japan.

## Geschichte der Einheit
Die Panzer-Division wurde im Juni 1944 unter dem Kommando von Generalleutnant Nagura Shiori aufgestellt und bestand aus dem 28., 29. und 30. Panzer-Regiment, sowie weiteren Einheiten. Die Division unterstand der 36. Armee und war in Erwartung der Landung der Alliierten auf Japan (Operation Downfall) für die Heimatverteidigung vorgesehen.
Im September 1945 wurde die 4. Panzer-Division aufgelöst.

## Gliederung
Aufstellung im Juni 1944 wie folgt:
- 4. Panzer-Division Hauptquartier
  - 28. Panzer-Regiment
  - 29. Panzer-Regiment
  - 30. Panzer-Regiment
  - 4. Motorisiertes Infanterie-Regiment
  - 4. Motorisiertes Artillerie-Regiment
  - 4. Panzer-Aufklärungs-Einheit
  - 4. Motorisierte Panzerabwehr-Einheit
  - 4. Panzer-Pionier-Einheit
  - 4. Panzer-Transport-Einheit
  - 4. Panzer-Wartungs-Einheit
  - Panzer-Fernmelde-Trainings-Einheit

## Kommandeure
|    | Name                               | Von             | Bis                |
| -- | ---------------------------------- | --------------- | ------------------ |
| 1. | Generalleutnant Nagura Shiori      | 8. Juli 1944    | 12. August 1945    |
| 2. | Generalmajor Prinz Haruhito Kan’in | 12. August 1945 | 16. August 1945    |
| 3. | Generalleutnant Nagura Shiori      | 16. August 1945 | 30. September 1945 |